# Акаста (океанида)
Ака́ста (др.-греч. Ακαστη ― «нестабильная» или «скачкообразная», женская форма имени Акаст) ― одна из океанид, морская нимфа и дочь морских божеств Океана и Тефиды. Упоминается у Гесиода и в Гомеровских гимнах.

### Семья
Гесиод в своём сочинении «Теогония» упоминает Акасту в числе прочих океанид:
«И Керкеида с прелестным лицом, волоокая Плуто, Также еще Персеида, Янира, Акаста и Ксанфа, Милая дева Петрея, за ней — Менесфо и Европа, Полная чар Калипсо, Телесто в одеянии желтом, Асия, с ней Хрисеида, потом Евринома и Метис. Тиха, Евдора и с ними еще — Амфиро, Окироя, Стикс, наконец: выдается она между всеми другими. Это — лишь самые старшие дочери, что народились От Океана с Тефией. Но есть и других еще много. Ибо всего их три тысячи, Океанид стройноногих.»

### Мифология
Акаста фигурирует лишь в одном известном мифе. Вместе со своими сестрами она была компаньонкой богини Персефоны, когда та, будучи ещё девушкой, была похищена богом царства мёртвых Аидом. О своём похищении Персефона говорит своей матери Деметре следующим образом:
«Все мы, собравшись на мягком лугу, беззаботно играли. Было нас много: Левкиппа, Ианфа, Файно и Электра, Также Мелита и Яхе, Родеия и Каллироя, Тиха, Мелобосис и цветколикая с ней Окироя. И Хризеида с Акастой, Адмета с Янирою вместе, Также Родопа, Плуто, и прелестная видом Калипсо, С ними Урания, Стикс и приятная всем Галаксавра, Дева-Паллада, к сраженьям зовущая, и Артемида Стрелолюбивая — все мы играли, цветы собирали.»